# 徐顯
徐顯（1427年—？），字東昭，江西吉安府永豐縣人，明朝政治人物。進士出身。

## 生平
江西鄉試第一百三十五名。天順元年（1457年）丁丑科會試第一百八十一名，殿試登進士第二甲第五十六名。

## 家族
曾祖父徐仲珍。祖父徐文郁。父亲徐能哲。